# Liste der Einträge im National Register of Historic Places im Hopkins County (Texas)
Die Liste der Registered Historic Places im Hopkins County führt alle Bauwerke und historischen Stätten im texanischen Hopkins County auf, die in das National Register of Historic Places aufgenommen wurden.

## Aktuelle Einträge
| Lfd. Nr. | Name im NRHP              | Bild | Datum der Eintragung | Adresse/Lage              | Ort             | NRHP-ID  | Beschreibung |
| -------- | ------------------------- | ---- | -------------------- | ------------------------- | --------------- | -------- | ------------ |
| 1        | Hopkins County Courthouse |      | 11. Apr. 1977        | Church and Jefferson Sts. | Sulphur Springs | 77001453 |              |